# Да Силва, Стивен
Стивен да Силва (англ. Stephen Da Silva, 2 августа 1956) — танзанийский хоккеист (хоккей на траве), полевой игрок.

## Биография
Стивен да Силва родился 2 августа 1956 года.
Играл в хоккей на траве за «Торнадос».
В 1980 году вошёл в состав сборной Танзании по хоккею на траве на летних Олимпийских играх в Москве, занявшей 6-е место. Играл в поле, провёл 6 матчей, забил 1 мяча в ворота сборной Польши.